# Ohonica
Ohonica este o localitate din comuna Borovnica, Slovenia, cu o populație de 78 de locuitori.